# Hrvatski Nogometni Klub Hajduk Split 2022-2023
Questa voce raccoglie le informazioni riguardanti il Hrvatski Nogometni Klub Hajduk Split nelle competizioni ufficiali della stagione 2022-2023.

## Stagione
Quella del 2022-2023 è la 32ª stagione consecutiva nel torneo di massima serie croata.

## Divise e sponsor
Lo sponsor tecnico è Macron, il main sponsor è Tommy, mentre il back sponsor è SuperSport. La prima divisa è costituita da maglia bianca con colletto e bordi manica su cui sono presenti linee rosse e blu. La divisa in trasferta è composta da righe verticali rosse e blu con un design "effetto pennarello". La terza divisa è dorata e presenta la scritta "110 godina" all'interno del colletto a rappresentare il centodecimo anniversario del club.
| Casa | Trasferta | Terza divisa |

## Organigramma societario
Di seguito l'organigramma societario.
Consiglio di amministrazione
- Presidente: Lukša Jakobušić
- Membri: Marinka Akrap, Ivan Matana

Consiglio di sorveglianza
- Presidente: Aljoša Pavelin
- Vicepresidente: Goran Jujnović Lučić
- Membri: Lukas Oliver Pavić, Dražen Zec, Roberto Bitunjac

Assemblea
- Presidente: Vinko Radovani

Organo consultivo "Hajdučka zajednica"
- Membri: Zvonimir Akrap, Toni Bartulović, Branimir Britvić, Damir Dominiković, Robert Kalinić, Goran Krizmanić, Renato Miočić, Norman Müller, Ivan Ostojić, Mario Pavić, Mijo Pašalić, Stipan Rimac

Area tecnica
- Direttore sportivo: Mindaugas Nikoličius
- Allenatore: Valdas Dambrauskas, da settembre Mislav Karoglan, da gennaio Ivan Leko
- Allenatore in seconda: Marius Skinderis, da settembre Goran Karoglan, da gennaio Adnan Čustović
- Collaboratore tecnico: Mislav Karoglan, da settembre Ian Coll, da gennaio Ian Coll
- Responsabile della preparazione atletica: Matthias De Baerdemaeker
- Preparatori atletici: Šime Veršić, Antonio Plenča
- Preparatore dei portieri: Justinas Gasiunas, da settembre Darko Franić, da gennaio Tomislav Rogić
- Video analyst: Antonio Sebežević, Marko Sičić, Marko Lozina

Magazzinieri: Miro Čolak, Zlatko Piteša
Area sanitaria
- Responsabile: Ante Bandalović
- Medici sociali: Tomislav Barić, Vladimir Ivančev, Boris Bećir
- Odontoiatria: Marin Popović
- Responsabile area fisioterapia: Josip Gruica
- Fisioterapisti: Darijo Juričević, Nikola Šarić, Tomislav Džeko, Ivan Gršković
- Nutrizionista: Dragana Olujić

## Rosa
Di seguito la rosa (numerazione aggiornate al 20 maggio 2023).
| N. |                       | Ruolo | Calciatore         |
| -- | --------------------- | ----- | ------------------ |
| 1  | Croazia (bandiera)    | P     | Danijel Subašić    |
| 3  | Croazia (bandiera)    | D     | David Čolina       |
| 3  | Croazia (bandiera)    | D     | Dominik Prpić      |
| 4  | Portogallo (bandiera) | C     | Ferro              |
| 4  | Croazia (bandiera)    | C     | Josip Vuković      |
| 5  | Croazia (bandiera)    | D     | Toni Borevković    |
| 6  | Italia (bandiera)     | C     | Marco Fossati      |
| 7  | Australia (bandiera)  | C     | Anthony Kalik      |
| 8  | Rep. Ceca (bandiera)  | D     | Stefan Simić       |
| 9  | Croazia (bandiera)    | A     | Nikola Kalinić     |
| 10 | Croazia (bandiera)    | A     | Marko Livaja       |
| 11 | Nigeria (bandiera)    | A     | Samuel Eduok       |
| 11 | Marocco (bandiera)    | C     | Yassine Benrahou   |
| 13 | Austria (bandiera)    | P     | Ivan Lučić         |
| 14 | Austria (bandiera)    | C     | Lukas Grgic        |
| 15 | Bulgaria (bandiera)   | D     | Kristijan Dimitrov |
| 17 | Croazia (bandiera)    | D     | Dario Melnjak      |
| 18 | Croazia (bandiera)    | A     | Ivan Šarić         |
| 19 | Croazia (bandiera)    | D     | Josip Elez         |

| N. |                               | Ruolo | Calciatore               |
| -- | ----------------------------- | ----- | ------------------------ |
| 20 | Stati Uniti (bandiera)        | A     | Agustin Anello           |
| 20 | Macedonia del Nord (bandiera) | C     | Jani Atanasov            |
| 21 | Stati Uniti (bandiera)        | C     | Rokas Pukštas            |
| 22 | Croazia (bandiera)            | C     | Ivan Krolo               |
| 23 | Croazia (bandiera)            | C     | Filip Krovinović         |
| 24 | Croazia (bandiera)            | D     | Dino Mikanović           |
| 25 | Nigeria (bandiera)            | D     | Chidozie Awaziem         |
| 26 | Ungheria (bandiera)           | D     | Gergő Lovrencsics        |
| 27 | Croazia (bandiera)            | A     | Stipe Biuk               |
| 28 | Croazia (bandiera)            | C     | Roko Brajković           |
| 29 | Slovenia (bandiera)           | A     | Jan Mlakar               |
| 30 | Croazia (bandiera)            | P     | Karlo Sentić             |
| 33 | Kosovo (bandiera)             | D     | Elvis Letaj              |
| 34 | Croazia (bandiera)            | C     | Marko Capan              |
| 43 | Canada (bandiera)             | D     | Niko Sigur               |
| 44 | Croazia (bandiera)            | D     | Luka Vušković            |
| 77 | Kosovo (bandiera)             | C     | Emir Sahiti              |
| 88 | Croazia (bandiera)            | C     | Ivan Ćubelić             |
| 91 | Croazia (bandiera)            | P     | Lovre Kalinić (capitano) |

## Calciomercato

### Sessione estiva(dal 15/6 al 31/8)
| Acquisti         | Acquisti             | Acquisti          | Acquisti                         |
| R.               | Nome                 | da                | Modalità                         |
| ---------------- | -------------------- | ----------------- | -------------------------------- |
| P                | Karlo Sentić         | Varaždin          | fine prestito                    |
| P                | Lovre Kalinić        |                   | svincolato                       |
| D                | Chidozie Awaziem     | Boavista          | prestito con diritto di riscatto |
| D                | Kristijan Dimitrov   | CFR Cluj          | fine prestito                    |
| D                | Toni Borevković      | Vitória Guimarães | prestito con diritto di riscatto |
| A                | Anthony Kalik        | HNK Gorica        | definitivo                       |
| A                | Ivan Šarić           | Radomlje          | fine prestito                    |
| Altre operazioni |                      |                   |                                  |
| R.               | Nome                 | da                | Modalità                         |
| D                | Ivan Dolček          | Famalicão         | fine prestito                    |
| C                | Dino Skorup          | Sebenico          | fine prestito                    |
| C                | Ivan Ćalušić         | Radomlje          | fine prestito                    |
| C                | Ivan Ćubelić         | Dugopolje         | fine prestito                    |
| C                | Jakov Blagaić        | Široki Brijeg     | fine prestito                    |
| C                | Tonio Teklić         | Varaždin          | fine prestito                    |
| A                | Dīmītrīs Diamantakos | Ashdod            | fine prestito                    |
| A                | Michele Šego         | Varaždin          | fine prestito                    |

| Cessioni         | Cessioni             | Cessioni | Cessioni                         |
| R.               | Nome                 | a        | Modalità                         |
| ---------------- | -------------------- | -------- | -------------------------------- |
| P                | Josip Posavec        |          | svincolato                       |
| D                | Ferro                | Benfica  | fine prestito                    |
| D                | Ivan Dolček          | Sebenico | prestito con diritto di riscatto |
| D                | Nikola Katić         | Rangers  | fine prestito                    |
| C                | Alexander Kačaniklić |          | svincolato                       |
| C                | Dino Skorup          |          | svincolato                       |
| C                | Marko Brkljača       |          | svincolato                       |
| A                | Marin Ljubičić       | LASK     | prestito con diritto di riscatto |
| Altre operazioni |                      |          |                                  |
| R.               | Nome                 | a        | Modalità                         |
| C                | Ivan Ćubelić         | Varaždin | prestito                         |
| C                | Jakov Blagaić        |          | svincolato                       |
| C                | Michele Šego         | Varaždin | definitivo                       |
| C                | Tonio Teklić         | Varaždin | definitivo                       |
| A                | Dīmītrīs Diamantakos |          | svincolato                       |

### Operazioni esterne alle finestre di calciomercato
| Acquisti | Acquisti     | Acquisti | Acquisti      |
| R.       | Nome         | da       | Modalità      |
| -------- | ------------ | -------- | ------------- |
| P        | Ivan Lučić   |          | svincolato    |
| C        | Ivan Ćubelić | Varaždin | fine prestito |

| Cessioni | Cessioni           | Cessioni | Cessioni   |
| R.       | Nome               | a        | Modalità   |
| -------- | ------------------ | -------- | ---------- |
| D        | Kristijan Dimitrov |          | svincolato |
| C        | Ivan Krolo         | Sebenico | prestito   |

### Sessione invernale(dal 18/1 al 15/2)
| Acquisti         | Acquisti         | Acquisti     | Acquisti                         |
| R.               | Nome             | da           | Modalità                         |
| ---------------- | ---------------- | ------------ | -------------------------------- |
| D                | Ferro            | Benfica      | definitivo                       |
| C                | Yassine Benrahou | Nîmes        | definitivo                       |
| A                | Agustin Anello   | Lommel       | prestito con diritto di riscatto |
| Altre operazioni |                  |              |                                  |
| R.               | Nome             | da           | Modalità                         |
| D                | Elvis Letaj      | Tabor Sežana | fine prestito                    |

| Cessioni         | Cessioni       | Cessioni       | Cessioni                         |
| R.               | Nome           | a              | Modalità                         |
| ---------------- | -------------- | -------------- | -------------------------------- |
| D                | David Čolina   | Augusta        | definitivo                       |
| C                | Jani Atanasov  | KS Cracovia    | definitivo                       |
| C                | Josip Vuković  | Al-Faisaly     | prestito con diritto di riscatto |
| A                | Ivan Šarić     | NŠ Mura        | definitivo                       |
| A                | Samuel Eduok   |                | svincolato                       |
| A                | Stipe Biuk     | Los Angeles FC | definitivo                       |
| Altre operazioni |                |                |                                  |
| R.               | Nome           | a              | Modalità                         |
| A                | Marin Ljubičić | LASK           | diritto di riscatto esercitato   |

## Risultati

### Hrvatska nogometna liga

#### Girone di andata
| Arbitro: | Tihomir Pejin (Donji Miholjac) |

|  |           |                        |
|  | Marcatori | 43’ Melnjak 61’ Livaja |

| Arbitro: | Dario Bel (Osijek) |

|                         |           |  |
| Biuk 66’ N. Kalinić 76’ | Marcatori |  |

| Arbitro: | Ante Čulina (Zagabria) |

|  |           |                   |
|  | Marcatori | 29’, 45+2’ Livaja |

| Arbitro: | Fran Jović (Zagabria) |

|                                   |           |             |
| Livaja 2’, 59’ (rig.) Awaziem 72’ | Marcatori | 9’ Francois |

| Arbitro: | Dario Bel (Osijek) |

|                                              |           |                |
| Baturina 61’ Ademi 64’ Gojak 84’ Gojak 90+1’ | Marcatori | 45+2’ Atanasov |

| Arbitro: | Tihomir Pejin (Donji Miholjac) |

|                       |           |                      |
| Awaziem 33’ Grgic 40’ | Marcatori | 74’ (rig.) Kulenović |

| Arbitro: | Ante Čulina (Zagabria) |

|                             |           |                   |
| Leovac 23’ Beljo 41’ (rig.) | Marcatori | 73’ (rig.) Livaja |

| Arbitro: | Fran Jović (Zagabria) |

|                                                          |           |           |
| Mlakar 51’ Čolina 60’ Atanasov 77’ N. Kalinić 81’, 90+2’ | Marcatori | 43’ Hoxha |

| Arbitro: | Pajač (Sveti Ivan Zelina) |

|              |           |            |
| Dolček 90+7’ | Marcatori | 49’ Mlakar |

#### Girone di ritorno
| Arbitro: | Patrik Kolarić (Čakovec) |

|                 |           |                       |
| Livaja 47’, 88’ | Marcatori | 52’ Erceg 64’ Boultam |

| Arbitro: | Pajač (Sveti Ivan Zelina) |

|  |           |             |
|  | Marcatori | 51’ Awaziem |

| Arbitro: | Ante Čulina (Zagabria) |

|                          |           |            |
| Sahiti 33’ Awaziem 90+8’ | Marcatori | 72’ Brodić |

| Arbitro: | Dario Bel (Osijek) |

|  |           |              |
|  | Marcatori | 90+8’ Livaja |

| Arbitro: | Pajač (Sveti Ivan Zelina) |

|            |           |                     |
| Livaja 26’ | Marcatori | 72’ (rig.) Petković |

| Arbitro: | Zdenko Lovrić (Đakovo) |

|                      |           |                       |
| Aliyu 88’ Tuci 90+5’ | Marcatori | 61’ Sahiti 67’ Mlakar |

| Arbitro: | Antoniou Menelaus |

|                                         |           |            |
| Sahiti 10’ Livaja 69’ (rig.) Mlakar 79’ | Marcatori | 45’ Leovac |

| Arbitro: | Ante Čulina (Zagabria) |

|                                 |           |                            |
| Hoxha 49’ Krstanović 57’ (rig.) | Marcatori | 12’ Krovinović 28’ Pukštas |

| Arbitro: | Tihomir Pejin (Donji Miholjac) |

|                      |           |          |
| Kalik 45’ Livaja 85’ | Marcatori | 13’ Arai |

#### Girone di andata
| Arbitro: | Pajač (Sveti Ivan Zelina) |

|                            |           |  |
| Erceg 29’, 65’ Galilea 53’ | Marcatori |  |

| Arbitro: | Ante Čulina (Zagabria) |

|            |           |                      |
| Livaja 90’ | Marcatori | 65’ Ampem 83’ Frigan |

| Arbitro: | Dario Bel (Osijek) |

|            |           |                                           |
| Brodić 51’ | Marcatori | 47’ Melnjak 77’ Livaja 79’, 90+2’ Pukštas |

| Arbitro: | Tihomir Pejin (Donji Miholjac) |

|                           |           |            |
| Livaja 58’ N. Kalinić 79’ | Marcatori | 65’ Bralić |

| Arbitro: | Dario Bel (Osijek) |

|                                         |           |  |
| Ademi 8’ Baturina 10’ Ivanušec 38’, 63’ | Marcatori |  |

| Arbitro: | Patrik Kolarić (Čakovec) |

|                                           |           |                                          |
| Mlakar 40’ Livaja 66’ (rig.) Benrahou 89’ | Marcatori | 12’ Bubanja 28’ Stojković 83’, 87’ Aliyu |

| Arbitro: | Fran Jović (Zagabria) |

|  |           |                               |
|  | Marcatori | 28’ (rig.) Livaja 35’ Melnjak |

| Arbitro: | Dario Bel (Osijek) |

|               |           |  |
| Mikanović 72’ | Marcatori |  |

| Arbitro: | Pajač (Sveti Ivan Zelina) |

|                       |           |                                   |
| Dolček 63’ Kvržić 90’ | Marcatori | 45’ Livaja 53’ Mlakar 59’ Pukštas |

#### Girone di ritorno
| Arbitro: | Ante Čulina (Zagabria) |

|                  |           |                       |
| Mlakar 2’, 45+1’ | Marcatori | 20’ Hujber 21’ Bakrar |

| Arbitro: | Pajač (Sveti Ivan Zelina) |

|                        |           |  |
| M. Frigan 9’ Marin 76’ | Marcatori |  |

| Arbitro: | Zdenko Lovrić (Đakovo) |

|                         |           |  |
| Benrahou 25’ Sahiti 65’ | Marcatori |  |

| Velika Gorica 26 aprile 2023, ore 19:10 CEST 31ª giornata | HNK Gorica             | 0 – 0 referto | Hajduk Spalato | Stadio municipale (3 516 spett.)\| Arbitro: \| Zdenko Lovrić (Đakovo) \| |
| Arbitro:                                                  | Zdenko Lovrić (Đakovo) |               |                |                                                                          |

| Spalato 30 aprile 2023, ore 18:00 CEST 32ª giornata | Hajduk Spalato     | 0 – 0 referto | Dinamo Zagabria | Stadio Poljud (30 515 spett.)\| Arbitro: \| Dario Bel (Osijek) \| |
| Arbitro:                                            | Dario Bel (Osijek) |               |                 |                                                                   |

| Arbitro: | Patrik Kolarić (Čakovec) |

|  |           |                                     |
|  | Marcatori | 53’ Benrahou 82’ Livaja 89’ Ćubelić |

| Arbitro: | Pajač (Sveti Ivan Zelina) |

|                                    |           |  |
| Awaziem 25’ Melnjak 50’ Mlakar 62’ | Marcatori |  |

| Arbitro: | Dario Bel (Osijek) |

|  |           |            |
|  | Marcatori | 37’ Mlakar |

| Arbitro: | Mateo Erceg (Bencovazzo) |

|                                       |           |  |
| Brajković 54’ Mlakar 64’ Benrahou 77’ | Marcatori |  |

### Coppa di Croazia
| Arbitro: | Ante Čuljak (Zagabria) |

|                  |           |                                                         |
| Hudak 69’ (rig.) | Marcatori | Vukonić 6’ (aut.) 23’, 25’ Mlakar 61’ Vuković 65’ Šarić |

| Arbitro: | Ante Čulina (Zagabria) |

|  |           |                        |
|  | Marcatori | 32’ Mlakar 38’ Melnjak |

| Arbitro: | Pajač (Sveti Ivan Zelina) |

|              |           |                             |
| Živković 83’ | Marcatori | 21’ Vušković 77’ Krovinović |

| Arbitro: | Patrik Kolarić (Čakovec) |

|  |           |                   |
|  | Marcatori | 59’ (rig.) Livaja |

| Arbitro: | Pajač (Sveti Ivan Zelina) |

|                                 |           |  |
| Melnjak 64’ Livaja 90+4’ (rig.) | Marcatori |  |

### UEFA Europa Conference League

#### Terzo turno preliminare
| Arbitro: | Al-Hakim |

|                                       |           |          |
| Sahiti 61’ Melnjak 75’ Krovinović 87’ | Marcatori | 61’ Maga |

| Arbitro: | Ali Palabıyık |

|             |           |  |
| Anderson 5’ | Marcatori |  |

#### Spareggi
| Arbitro: | Kul'bakoŭ |

|                                                 |           |                            |
| Morales 15’, 36’ Livaja 19’ (aut.) Moreno 45+1’ | Marcatori | 2’ Biuk 85’ (rig.) Fossati |

| Arbitro: | Treimanis |

|  |           |                           |
|  | Marcatori | 37’ Pedraza 56’ Chukwueze |

### Supercoppa di Croazia
| Arbitro: | Pajač (Sveti Ivan Zelina) |

|                                  |                      |                       |
| Petković Oršić Ljubičić Ivanušec | Tiri di rigore 4 – 1 | Livaja Mlakar Vuković |

## Statistiche

### Statistiche di squadra
| Competizione          | Punti | In casa | In casa | In casa | In casa | In casa | In casa | In trasferta | In trasferta | In trasferta | In trasferta | In trasferta | In trasferta | Totale | Totale | Totale | Totale | Totale | Totale | DR  |
| Competizione          | Punti | G       | V       | N       | P       | Gf      | Gs      | G            | V            | N            | P            | Gf           | Gs           | G      | V      | N      | P      | Gf     | Gs     | DR  |
| --------------------- | ----- | ------- | ------- | ------- | ------- | ------- | ------- | ------------ | ------------ | ------------ | ------------ | ------------ | ------------ | ------ | ------ | ------ | ------ | ------ | ------ | --- |
| HNL                   | 71    | 18      | 12      | 4       | 2       | 39      | 18      | 18           | 9            | 4            | 5            | 24           | 21           | 36     | 21     | 8      | 7      | 63     | 39     | +24 |
| Coppa di Croazia      | -     | 1       | 1       | 0       | 0       | 2       | 0       | 4            | 4            | 0            | 0            | 10           | 2            | 5      | 5      | 0      | 0      | 12     | 2      | +10 |
| Conference League     | -     | 2       | 1       | 0       | 1       | 3       | 3       | 2            | 0            | 0            | 2            | 2            | 5            | 4      | 1      | 0      | 3      | 5      | 8      | -3  |
| Supercoppa di Croazia | -     | 0       | 0       | 0       | 0       | 0       | 0       | 0            | 0            | 0            | 0            | 0            | 0            | 1      | 0      | 1      | 0      | 0      | 0      | 0   |
| Totale                | -     | 20      | 14      | 4       | 3       | 44      | 21      | 24           | 13           | 4            | 7            | 36           | 28           | 46     | 27     | 9      | 10     | 80     | 49     | +31 |

### Andamento in campionato
| Giornata  | 1 | 2 | 3 | 4 | 5 | 6 | 7 | 8 | 9 | 10 | 11 | 12 | 13 | 14 | 15 | 16 | 17 | 18 | 19 | 20 | 21 | 22 | 23 | 24 | 25 | 26 | 27 | 28 | 29 | 30 | 31 | 32 | 33 | 34 | 35 | 36 |
| --------- | - | - | - | - | - | - | - | - | - | -- | -- | -- | -- | -- | -- | -- | -- | -- | -- | -- | -- | -- | -- | -- | -- | -- | -- | -- | -- | -- | -- | -- | -- | -- | -- | -- |
| Luogo     | T | C | T | C | T | C | T | C | T | C  | T  | C  | T  | C  | T  | C  | T  | C  | T  | C  | T  | C  | T  | C  | T  | C  | T  | C  | T  | C  | T  | C  | T  | C  | T  | C  |
| Risultato | V | V | V | V | P | V | P | V | N | N  | V  | V  | V  | N  | N  | V  | N  | V  | P  | P  | V  | V  | P  | P  | V  | V  | V  | N  | P  | V  | N  | N  | V  | V  | V  | V  |
| Posizione | 1 | 2 | 2 | 1 | 2 | 2 | 2 | 2 | 2 | 2  | 2  | 2  | 2  | 2  | 2  | 2  | 2  | 2  | 2  | 2  | 2  | 2  | 2  | 2  | 2  | 2  | 2  | 2  | 2  | 2  | 2  | 2  | 2  | 2  | 2  | 2  |

Legenda:

Luogo: C = Casa; T = Trasferta. Risultato: V = Vittoria; N = Pareggio; P = Sconfitta.

### Statistiche dei giocatori
| Giocatore      | HNL      | HNL  | HNL         | HNL        | Coppa di Croazia | Coppa di Croazia | Coppa di Croazia | Coppa di Croazia | Conference League | Conference League | Conference League | Conference League | Supercoppa di Croazia | Supercoppa di Croazia | Supercoppa di Croazia | Supercoppa di Croazia | Totale   | Totale | Totale      | Totale     |
| Giocatore      | Presenze | Reti | Ammonizioni | Espulsioni | Presenze         | Reti             | Ammonizioni      | Espulsioni       | Presenze          | Reti              | Ammonizioni       | Espulsioni        | Presenze              | Reti                  | Ammonizioni           | Espulsioni            | Presenze | Reti   | Ammonizioni | Espulsioni |
| -------------- | -------- | ---- | ----------- | ---------- | ---------------- | ---------------- | ---------------- | ---------------- | ----------------- | ----------------- | ----------------- | ----------------- | --------------------- | --------------------- | --------------------- | --------------------- | -------- | ------ | ----------- | ---------- |
| A. Anello      | 11       | 0    | 3           | 0          | 2                | 0                | 0                | 0                | -                 | -                 | -                 | -                 | -                     | -                     | -                     | -                     | 13       | 0      | 3           | 0          |
| J. Atanasov    | 11       | 2    | 1           | 0          | 2                | 0                | 1                | 0                | 3                 | 0                 | 0                 | 0                 | 0                     | 0                     | 0                     | 0                     | 16       | 2      | 2           | 0          |
| C. Awaziem     | 28       | 5    | 8           | 0          | 4                | 0                | 1                | 0                | 4                 | 0                 | 1                 | 0                 | -                     | -                     | -                     | -                     | 36       | 5      | 10          | 0          |
| Y. Benrahou    | 17       | 4    | 3           | 0          | 2                | 0                | 0                | 0                | -                 | -                 | -                 | -                 | -                     | -                     | -                     | -                     | 19       | 4      | 3           | 0          |
| S. Biuk        | 15       | 1    | 0           | 0          | 2                | 0                | 0                | 0                | 4                 | 1                 | 1                 | 0                 | 1                     | 0                     | 0                     | 0                     | 22       | 2      | 1           | 0          |
| T. Borevković  | 15       | 0    | 2           | 1          | -                | -                | -                | -                | 2                 | 0                 | 1                 | 0                 | 1                     | 0                     | 0                     | 0                     | 18       | 0      | 3           | 1          |
| R. Brajković   | 5        | 1    | 0           | 0          | -                | -                | -                | -                | -                 | -                 | -                 | -                 | -                     | -                     | -                     | -                     | 5        | 1      | 0           | 0          |
| M. Capan       | 4        | 0    | 0           | 0          | 1                | 0                | 0                | 0                | -                 | -                 | -                 | -                 | -                     | -                     | -                     | -                     | 5        | 0      | 0           | 0          |
| D. Čolina      | 13       | 1    | 2           | 0          | 0                | 0                | 0                | 0                | 3                 | 1                 | 0                 | 0                 | 0                     | 0                     | 0                     | 0                     | 16       | 2      | 2           | 0          |
| I. Ćubelić     | 11       | 1    | 0           | 0          | 0                | 0                | 0                | 0                | 0                 | 0                 | 0                 | 0                 | 0                     | 0                     | 0                     | 0                     | 11       | 1      | 0           | 0          |
| K. Dimitrov    | 0        | 0    | 0           | 0          | 1                | 0                | 0                | 1                | 0                 | 0                 | 0                 | 0                 | 0                     | 0                     | 0                     | 0                     | 1        | 0      | 0           | 1          |
| N. Đolonga     | 1        | 0    | 0           | 0          | 0                | 0                | 0                | 0                | -                 | -                 | -                 | -                 | -                     | -                     | -                     | -                     | 1        | 0      | 0           | 0          |
| S. Eduok       | 0        | 0    | 0           | 0          | 1                | 0                | 0                | 0                | -                 | -                 | -                 | -                 | -                     | -                     | -                     | -                     | 1        | 0      | 0           | 0          |
| J. Elez        | 11       | 0    | 1           | 0          | -                | -                | -                | -                | 4                 | 0                 | 0                 | 0                 | 1                     | 0                     | 0                     | 0                     | 16       | 0      | 1           | 0          |
| M. Fossati     | 27       | 0    | 5           | 0          | 4                | 0                | 0                | 0                | 2                 | 1                 | 0                 | 0                 | -                     | -                     | -                     | -                     | 33       | 1      | 5           | 0          |
| F. Ferro       | 9        | 0    | 1           | 0          | 2                | 0                | 1                | 0                | -                 | -                 | -                 | -                 | -                     | -                     | -                     | -                     | 11       | 0      | 2           | 0          |
| L. Grgic       | 26       | 1    | 3           | 0          | 2                | 0                | 0                | 0                | 4                 | 0                 | 0                 | 0                 | 1                     | 0                     | 1                     | 0                     | 33       | 1      | 4           | 0          |
| A. Kalik       | 8        | 1    | 4           | 0          | 1                | 0                | 0                | 0                | -                 | -                 | -                 | -                 | -                     | -                     | -                     | -                     | 9        | 1      | 4           | 0          |
| L. Kalinić     | 9        | -9   | 1           | 0          | -                | -                | -                | -                | 4                 | -8                | 0                 | 0                 | 1                     | 0                     | 0                     | 0                     | 14       | -17    | 1           | 0          |
| N. Kalinić     | 18       | 4    | 1           | 0          | 0                | 0                | 0                | 0                | 1                 | 0                 | 0                 | 0                 | 1                     | 0                     | 0                     | 0                     | 20       | 4      | 1           | 0          |
| I. Krolo       | 4        | 0    | 0           | 0          | 2                | 0                | 0                | 0                | 0                 | 0                 | 0                 | 0                 | 0                     | 0                     | 0                     | 0                     | 6        | 0      | 0           | 0          |
| F. Krovinović  | 35       | 1    | 3           | 0          | 4                | 1                | 0                | 0                | 4                 | 1                 | 1                 | 0                 | 1                     | 0                     | 1                     | 0                     | 44       | 3      | 5           | 0          |
| E. Letaj       | 4        | 0    | 1           | 0          | 0                | 0                | 0                | 0                | -                 | -                 | -                 | -                 | -                     | -                     | -                     | -                     | 4        | 0      | 1           | 0          |
| M. Livaja      | 34       | 19   | 6           | 0          | 4                | 2                | 2                | 0                | 4                 | 0                 | 2                 | 0                 | 1                     | 0                     | 0                     | 0                     | 43       | 21     | 10          | 0          |
| G. Lovrencsics | 18       | 0    | 4           | 0          | 3                | 0                | 0                | 0                | 4                 | 0                 | 1                 | 0                 | 0                     | 0                     | 0                     | 0                     | 25       | 0      | 5           | 0          |
| I. Lučić       | 13       | -10  | 1           | 0          | 3                | -1               | 0                | 0                | -                 | -                 | -                 | -                 | -                     | -                     | -                     | -                     | 16       | -11    | 1           | 0          |
| D. Melnjak     | 35       | 4    | 0           | 0          | 5                | 2                | 0                | 0                | 4                 | 1                 | 0                 | 0                 | 1                     | 0                     | 0                     | 0                     | 45       | 7      | 0           | 0          |
| D. Mikanović   | 23       | 1    | 7           | 0          | 1                | 0                | 0                | 0                | 4                 | 0                 | 1                 | 0                 | 1                     | 0                     | 1                     | 0                     | 29       | 1      | 9           | 0          |
| J. Mlakar      | 33       | 11   | 2           | 0          | 5                | 3                | 0                | 0                | 2                 | 0                 | 0                 | 0                 | 1                     | 0                     | 0                     | 0                     | 41       | 14     | 2           | 0          |
| D. Prpić       | 5        | 0    | 2           | 0          | 2                | 0                | 0                | 0                | -                 | -                 | -                 | -                 | 0                     | 0                     | 0                     | 0                     | 7        | 0      | 2           | 0          |
| R. Pukštas     | 21       | 4    | 2           | 0          | 5                | 0                | 1                | 0                | -                 | -                 | -                 | -                 | -                     | -                     | -                     | -                     | 26       | 4      | 3           | 0          |
| E. Sahiti      | 27       | 4    | 6           | 1          | 1                | 0                | 0                | 0                | 3                 | 1                 | 1                 | 0                 | 1                     | 0                     | 0                     | 0                     | 32       | 5      | 7           | 1          |
| K. Sentić      | 16       | -20  | 0           | 0          | 2                | -1               | 0                | 0                | 0                 | 0                 | 0                 | 0                 | 0                     | 0                     | 0                     | 0                     | 18       | -21    | 0           | 0          |
| N. Sigur       | 7        | 0    | 0           | 0          | 1                | 0                | 0                | 0                | -                 | -                 | -                 | -                 | -                     | -                     | -                     | -                     | 8        | 0      | 0           | 0          |
| S. Simić       | 16       | 0    | 2           | 0          | 2                | 0                | 0                | 0                | 3                 | 0                 | 1                 | 0                 | 1                     | 0                     | 1                     | 0                     | 22       | 0      | 4           | 0          |
| D. Subašić     | 1        | 0    | 0           | 0          | 0                | 0                | 0                | 0                | 0                 | 0                 | 0                 | 0                 | 0                     | 0                     | 0                     | 0                     | 1        | 0      | 0           | 0          |
| I. Šarić       | 1        | 0    | 0           | 0          | 2                | 1                | 0                | 0                | 0                 | 0                 | 0                 | 0                 | -                     | -                     | -                     | -                     | 3        | 1      | 0           | 0          |
| J. Vrcić       | 0        | 0    | 0           | 0          | 1                | 0                | 0                | 0                | -                 | -                 | -                 | -                 | -                     | -                     | -                     | -                     | 1        | 0      | 0           | 0          |
| L. Vušković    | 8        | 0    | 1           | 0          | 3                | 1                | 0                | 0                | -                 | -                 | -                 | -                 | -                     | -                     | -                     | -                     | 11       | 1      | 1           | 0          |
| J. Vuković     | 11       | 0    | 1           | 0          | 2                | 0                | 0                | 0                | 3                 | 0                 | 1                 | 0                 | 1                     | 0                     | 0                     | 0                     | 17       | 0      | 2           | 0          |

## Giovanili

### Organigramma
Area direttiva
- Responsabile Settore Giovanile: Boro Primorac
- Assistente Responsabile Settore Giovanile: Goran Sablić e Hrvoje Vuković
- Osservatori: Mate Radić

Area tecnica
- Allenatore (U-19): Marijan Budimir
- Allenatore (U-18): Luka Vučko
- Allenatore (U-17): Zvonimir Tomić
- Allenatore (U-16): Marko Sičić
- Allenatore (U-15): Zlatko Jerković
- Allenatore (U-14): Ivan Vukasović
- Allenatore (U-13): Roko Španjić
- Allenatore (U-12): Ivan Rako
- Allenatore (U-11): Ante Puljiz
- Allenatore (U-10): Daniel Vušković
- Allenatore (U-9): Josip Vardić
- Allenatore (U-8): Dejan Tomić
- Coordinatore preparatore dei portieri (U-17, U-15): Darko Franić
- Preparatore dei portieri (U-19): Ivica Roguljić
- Preparatore dei portieri (U-18, U-16): Hrvoje Sunara
- Preparatore dei portieri (U-14, U-13): Mateo Bebić
- Preparatore dei portieri (U-12, U-11): Goran Blažević
- Preparatore dei portieri (U-10, U-9, U-8): Stjepan Radovančić

### Piazzamenti
- Juniori (U-19):
  - Campionato: 2º classificato
  - Coppa di Croazia: Semifinale
  - UEFA Youth League: Finale

- Kadeti (U-17):
  - Campionato: 2º classificato
  - Coppa di Croazia: Vincitore

- Pioniri (U-15):
  - Campionato: Vincitore
  - Coppa di Croazia: Vincitore